# 1974 en combiné nordique
| Années du combiné nordique : 1971 - 1972 - 1973 - 1974 - 1975 - 1976 - 1977    |
| Décennies du combiné nordique : 1940 - 1950 - 1960 - 1970 - 1980 - 1990 - 2000 |

Cette page reprend les résultats de combiné nordique de l'année 1974.

## Festival de ski d'Holmenkollen
L'épreuve de combiné de l'édition 1974 du festival de ski d'Holmenkollen donna lieu à un podium entièrement norvégien : elle fut remportée par le jeune Tom Sandberg devant ses compatriotes Odd Arne Engh et Arne Bystøl.

## Jeux du ski de Lahti
L'épreuve de combiné des Jeux du ski de Lahti 1974 fut remportée par un coureur polonais, Jan Legierski, devant l'Allemand de l'Est Hans Hartleb et le finlandais Rauno Miettinen.

## Jeux du ski de Suède
Les Jeux du ski de Suède 1974 donnèrent lieu aux Championnats du monde. Les deux premiers de l'épreuve de combiné sont Allemands de l'Est : Ulrich Wehling est Champion du monde devant Günther Deckert. Le Polonais Stefan Hula complète le podium.

## Championnat du monde
Le Championnat du monde eut lieu à Falun, en Suède, lors des Jeux du ski de Suède. L'épreuve de combiné fut remportée par l'Allemand de l'Est Ulrich Wehling, Champion du monde devant son compatriote Günther Deckert. Le Polonais Stefan Hula se classe troisième.

## Coupe de la Forêt-noire
La coupe de la Forêt-noire 1974 fut remportée par Rauno Miettinen, le coureur finlandais.

## Championnat du monde juniors
Le Championnat du monde juniors 1974 a eu lieu à Autrans, en France. Il a couronné l'Allemand de l'Est Konrad Winkler devant le Norvégien Tom Sandberg. Son compatriote Arnfinn Henden termine troisième.

## Championnats nationaux

### Championnats d'Allemagne
Les résultats du Championnat d'Allemagne de l'Ouest de combiné nordique 1974 manquent.
À l'Est, l'épreuve du championnat d'Allemagne de combiné nordique 1974 fut remportée par le vice-champion sortant, Bernd Zimmermann, devant Günter Deckert. Le Champion 1971, Hans Hartleb, est troisième.

### Championnat d'Estonie
Le Championnat d'Estonie 1974 s'est déroulé à Otepää. Les deux premières places du podium ne changent pas : il fut remporté par Tiit Talvar devant Tiit Tamm. Silver Eljand occupe la troisième place du podium.

### Championnat des États-Unis
Le championnat des États-Unis 1974 s'est tenu à Laconia, dans le New Hampshire. Il a été remporté par Bruce Cunningham.

### Championnat de Finlande
Les résultats du championnat de Finlande 1974 manquent.

### Championnat de France
Les résultats du championnat de France 1974 manquent.

### Championnat d'Islande
Le championnat d'Islande 1974 fut remporté par Björn Þór Ólafsson, qui retrouve là un titre qu'il avait déjà conquis à trois reprises, de 1970 à 1973.

### Championnat d'Italie
Modesto De Silvestro avati occupé par trois fois la troisième place du championnat d'Italie : il le remporte en 1974. Il devance Marcello Bazzana (de) et le Champion 1968 et 1971, Fabio Morandini.

### Championnat de Norvège
Le championnat de Norvège 1974 fut remporté par Pål Schjetne. Il devance Arne Bystøl et Tom Sandberg.

### Championnat de Pologne
Le championnat de Pologne 1974 fut remporté par Stanisław Kawulok, du club ROW Rybnik.

### Championnat de Suède
Le champion de Suède 1974 fut Håkan Westbergh, du club Anundsjö IF (sv). Le titre des clubs ne fut pas décerné.

### Championnat de Suisse
Les résultats du Championnat de Suisse 1974 manquent.